# Desa Curugciung
Desa Curugciung är en administrativ by i Indonesien.   Den ligger i provinsen Banten, i den västra delen av landet, 120 km sydväst om huvudstaden Jakarta.